# Bettina Schmitz (Philosophin)
Bettina Barbara Schmitz (* 1962) ist eine deutsche Philosophin und Autorin.

## Berufsweg
Bettina Schmitz wurde 1997 mit einer Arbeit über Sprachphilosophie von Julia Kristeva an der Julius-Maximilians-Universität Würzburg promoviert. Sie arbeitete über zehn Jahre lang als Dozentin für Philosophie an der Universität. Sie gründete 1993 den Chrysothemis-Arbeitskreis für feministische Theorie und mit Rose Liebert 2001 die Würzburger Akademikerinnengruppe (WAI) sowie 2000 mit Elisabeth Schäfer den poetischen Arbeitskreis über die runden zwischen Würzburg und Wien. Als Mitglied der Autorinnenvereinigung nahm sie am dritten und vierten Rheinsberger Autorinnenforum teil.
Schmitz war bis 2010 Vorstandsmitglied der Internationalen Assoziation von Philosophinnen (IAPh). Sie machte Ausbildungen in der „Topographie eines weiblichen Pfades“ bei Ute Schiran und in „BodyTalk“. Mit der Choreografin und Tanzpädagogin Lisa Kutter entwickelte sie „TanzTextPerformances“, zu denen später auch die Sopranistin Susanne Pfitschler beitrug.
Schwerpunkte ihrer Arbeit sind feministische Philosophie, die Verbindung von Psychoanalyse und Philosophie sowie der Sprachphilosophie. Schmitz verfasst literarische, wissenschaftliche und essayistische Texte sowie Biographien für FemBio. Gedichte sowie weitere Texte veröffentlicht sie seit 2006 im Privatverlag éditions betweena. Sie hat zwei Söhne und lebt in Würzburg.

## Werke
- Das Mutterfell. ein-FACH-verlag, Aachen 2020.
- Das Gewebe der Welt. ein-FACH-verlag, Aachen 2017.
- Revolution in Sapphos Garten. ein-FACH-verlag, Aachen 2015.
- Die Vernunft umgarnen. ein-FACH-verlag, Aachen 2013.
- mit Lisa Kuttner: Lilith-neuland. sprache – feminismus – poesie. ein-FACH-verlag, Aachen 2012.
- Herausgeberin mit María Isabel Pẽna Aguado: Klassikerinnen des modernen Feminismus. ein-FACH-Verlag, Aachen 2010.
- Mitwirkung: Träume & Flügel. Vier Elemente eines neuen Feminismus – Wings & Dreams. Four Elements of a New Feminism. Sophia Sirius, 2009.
- Der dritte Feminismus. ein-FACH-verlag, Aachen 2007.
- mit María Isabel Peña Aguado: Das zerstückelte Leben. Ein philosophischer Briefwechsel. ein-FACH-verlag, Aachen 2004.
- Die Unterwelt bewegen, Politik, Psychoanalyse und Kunst in der Philosophie Julia Kristevas. ein-FACH-verlag, Aachen 2000.
- Arbeit an den Grenzen der Sprache. Julia Kristeva (Dissertation Uni Würzburg). Ulrike Helmer Verlag, Königstein/Taunus 1998.
- Psychische Bisexualität und Geschlechterdifferenz. Weiblichkeit in der Psychoanalyse. Passagen Verlag, Wien 1996.
- Herausgeberin mit Peter Prechtl: Pluralität und Konsensfähigkeit. Königshausen und Neumann, Würzburg.